# Färöischer Fußball-Supercup
Der Färöische Fußball-Supercup (färöisch: Stórsteypadystur), nach dem Sponsor auch Lions-Pokal (färöisch: Lions-steypið) genannt, ist der Wettbewerb im Fußball auf den Färöern zwischen dem Sieger der Färöischen Fußballmeisterschaft sowie des Färöischen Fußballpokals. Der Supercup ist für beide teilnehmenden Mannschaften das erste Pflichtspiel der Saison und wird im März im Tórsvøllur-Stadion in Tórshavn auf Kunstrasen ausgespielt. 2009 und 2011 fand dieser zeitgleich beziehungsweise erst nach der Qualifikationsrunde für den Landespokal statt.

## Geschichte
Der Wettbewerb wurde 2007 von der Wohltätigkeits-Organisation Lions Club ins Leben gerufen und seitdem jährlich ausgetragen. Alle erzielten Einnahmen gehen dieser Organisation zugute. Die Geldsumme beläuft sich auf durchschnittlich 50.000 Färöische Kronen.

## Modus
Der Sieger wird in einem einzigen Spiel entschieden. Sollte dieses nach 90 Minuten unentschieden stehen, folgt direkt ein Elfmeterschießen.

## Die Endspiele im Überblick
| Jahr | Meister       | Ergebnis       | Pokalsieger   |
| ---- | ------------- | -------------- | ------------- |
| 2007 | HB Tórshavn   | 1:1, 3:5 i. E. | B36 Tórshavn  |
| 2008 | NSÍ Runavík   | 4:0            | EB/Streymur   |
| 2009 | EB/Streymur   | 1:3            | HB Tórshavn 1 |
| 2010 | HB Tórshavn   | 2:1            | Víkingur Gøta |
| 2011 | HB Tórshavn   | 0:2            | EB/Streymur   |
| 2012 | B36 Tórshavn  | 1:2            | EB/Streymur   |
| 2013 | EB/Streymur   | 1:0            | Víkingur Gøta |
| 2014 | HB Tórshavn   | 1:2            | Víkingur Gøta |
| 2015 | B36 Tórshavn  | 3:3, 3:5 i. E. | Víkingur Gøta |
| 2016 | B36 Tórshavn  | 0:1            | Víkingur Gøta |
| 2017 | Víkingur Gøta | 2:1            | KÍ Klaksvík   |
| 2018 | Víkingur Gøta | 1:1, 3:2 i. E. | NSÍ Runavík   |
| 2019 | HB Tórshavn   | 1:0            | B36 Tórshavn  |
| 2020 | KÍ Klaksvík   | 1:1, 5:4 i. E. | HB Tórshavn   |
| 2021 | HB Tórshavn   | 3:1            | NSÍ Runavík 2 |
| 2022 | KÍ Klaksvík   | 3:1            | B36 Tórshavn  |
| 2023 | KÍ Klaksvík   | 0:0, 5:4 i. E. | Víkingur Gøta |
| 2024 | KÍ Klaksvík   | 2:3            | HB Tórshavn   |
| 2025 | Víkingur Gøta | 0:2            | HB Tórshavn   |

### Rangliste der Sieger
| Rang | Verein        | Siege | Jahr(e)                            | Teilnahmen |
| ---- | ------------- | ----- | ---------------------------------- | ---------- |
| 1    | HB Tórshavn   | 6     | 2009, 2010, 2019, 2021, 2024, 2025 | 10         |
| 2    | Víkingur Gøta | 5     | 2014, 2015, 2016, 2017, 2018       | 9          |
| 3    | EB/Streymur   | 3     | 2011, 2012, 2013                   | 5          |
|      | KÍ Klaksvík   | 3     | 2020, 2022, 2023                   | 5          |
| 5    | B36 Tórshavn  | 1     | 2007                               | 6          |
| 6    | NSÍ Runavík   | 1     | 2008                               | 3          |

## Rekorde

### Spieler
| Rang | Spieler              | Verein                                                             | Einsätze |
| ---- | -------------------- | ------------------------------------------------------------------ | -------- |
| 1    | Atli Gregersen       | Víkingur Gøta                                                      | 9        |
| 2    | Heðin Hansen         | HB Tórshavn (4) Víkingur Gøta (4)                                  | 8        |
| 3    | Fróði Benjaminsen    | HB Tórshavn (4) B36 Tórshavn (1) NSÍ Runavík (1) Víkingur Gøta (1) | 7        |
| 4    | Filip Djordjevic     | Víkingur Gøta                                                      | 6        |
|      | Gert Hansen          | EB/Streymur (3) Víkingur Gøta (3)                                  | 6        |
|      | Hans Pauli Samuelsen | EB/Streymur (5) B36 Tórshavn (1)                                   | 6        |

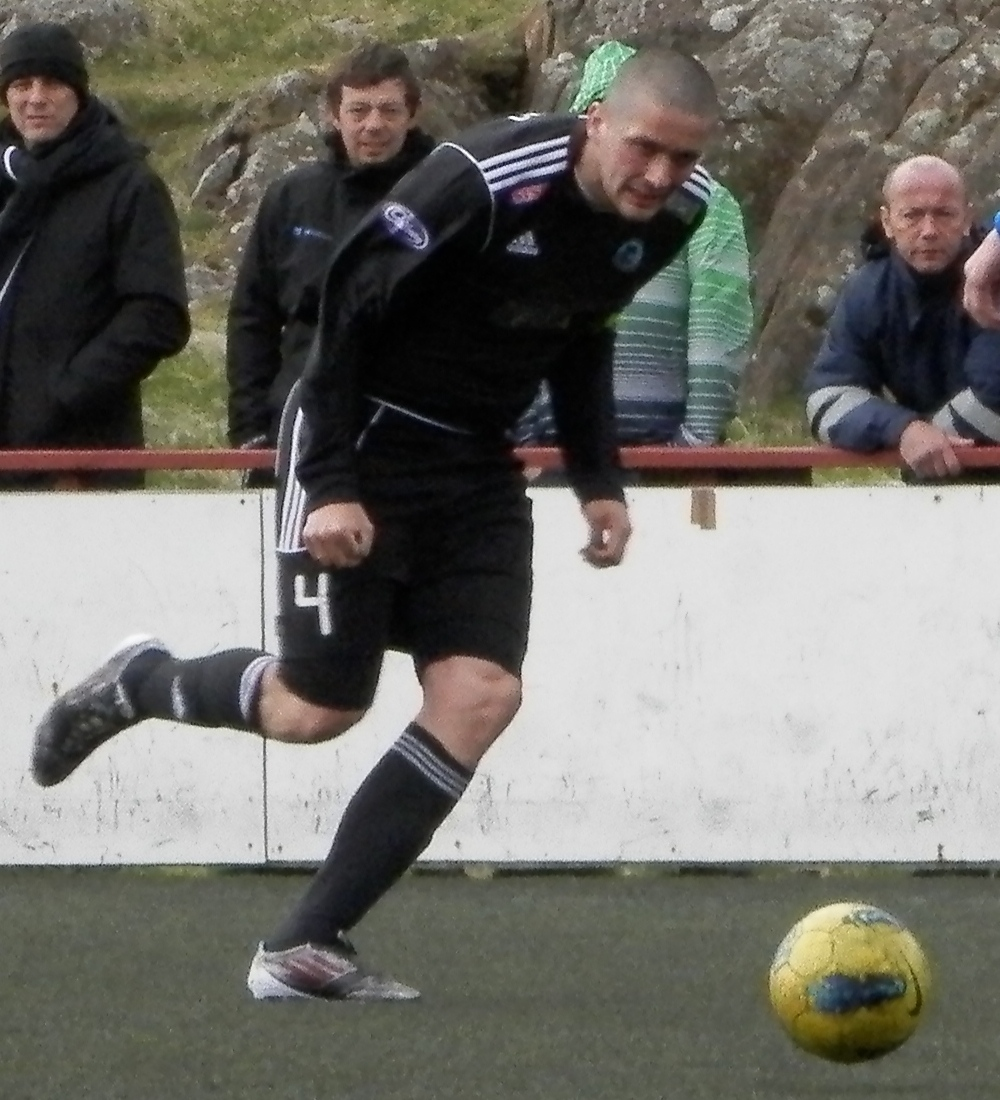
Rekordspieler Atli Gregersen

Bei gleicher Anzahl von Spielen sind die Spieler nach dem Nachnamen alphabetisch geordnet.

### Torschützen
| Rang | Spieler             | Verein                           | Tore |
| ---- | ------------------- | -------------------------------- | ---- |
| 1    | Fróði Benjaminsen   | HB Tórshavn (2) B36 Tórshavn (1) | 3    |
|      | Arnbjørn Hansen     | EB/Streymur                      | 3    |
|      | Michal Przybylski   | HB Tórshavn (2) B36 Tórshavn (1) | 3    |
| 4    | Árni Frederiksberg  | KÍ Klaksvík (1) NSÍ Runavík (1)  | 2    |
|      | Bárður Hansen       | Víkingur Gøta                    | 2    |
|      | Sámal Jákup Joensen | Víkingur Gøta                    | 2    |
|      | Finnur Justinussen  | Víkingur Gøta                    | 2    |
|      | Rógvi Poulsen       | HB Tórshavn                      | 2    |
|      | Sølvi Vatnhamar     | Víkingur Gøta                    | 2    |

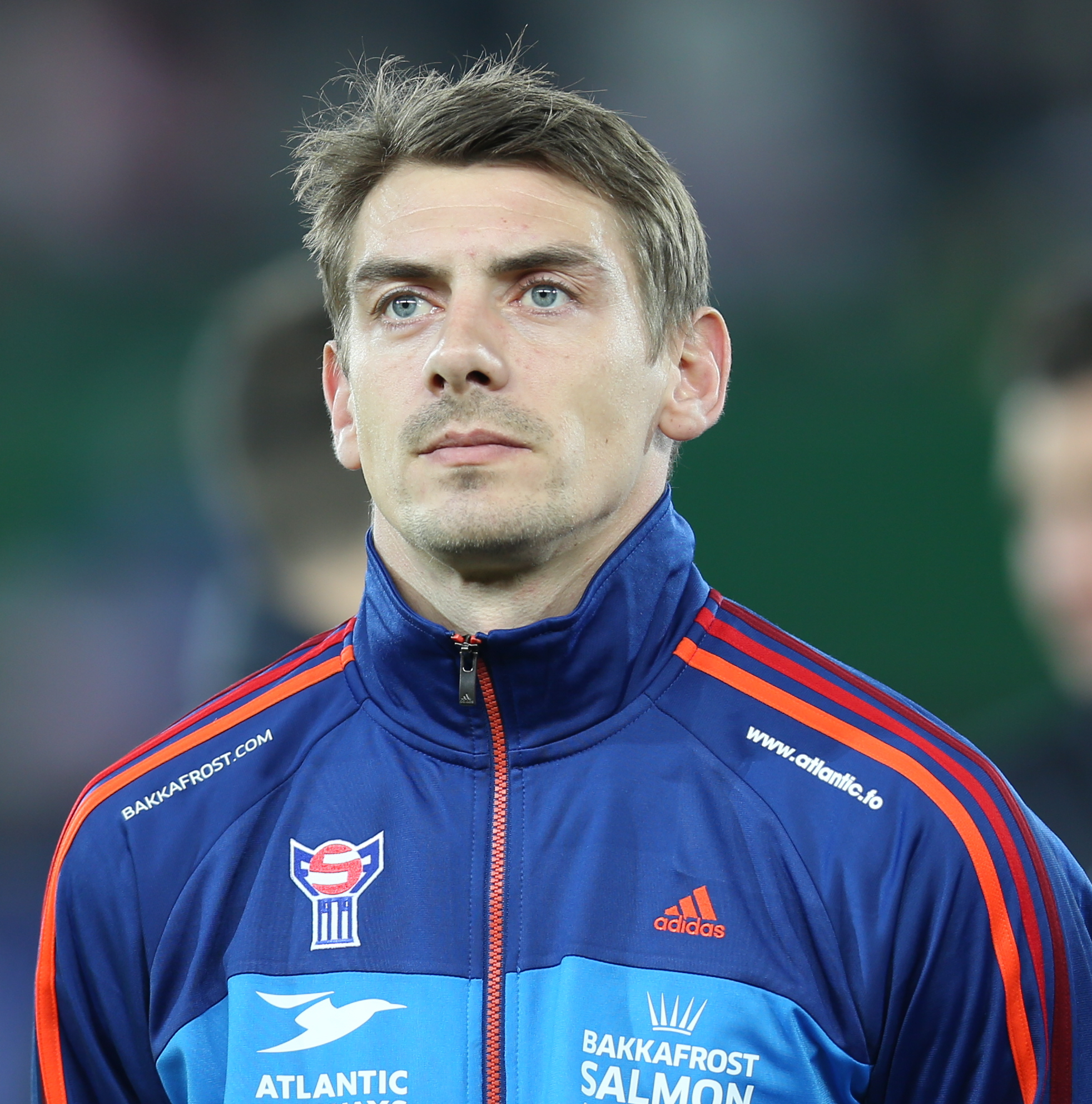
Rekordtorschütze Fróði Benjaminsen

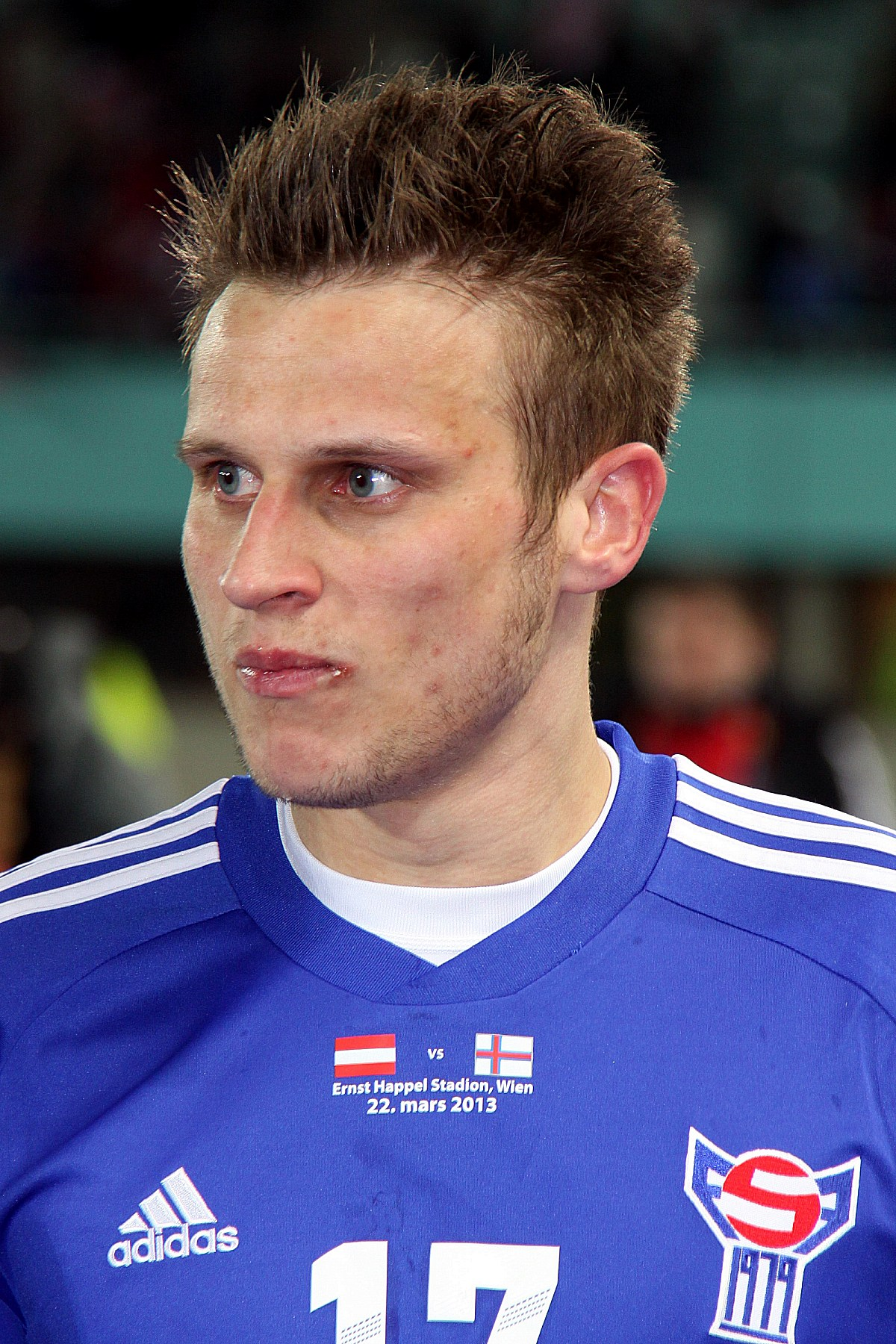
Rekordtorschütze Arnbjørn Theodor Hansen

Bei gleicher Anzahl von Treffern sind die Spieler nach dem Nachnamen alphabetisch geordnet.

## Erwähnenswertes
- Víkingur Gøta nahm von 2013 bis 2018 sechsmal in Folge teil.
- Fróði Benjaminsen (2007 für B36 Tórshavn und 2010 sowie 2014 für HB Tórshavn), Michal Przybylski (2021 für HB Tórshavn, 2022 für B36 Tórshavn) und Árni Frederiksberg (2018 für NSÍ Runavík, 2024 für KÍ Klaksvík) trafen als Einzige für zwei verschiedene Vereine.
- Rekordsieger bei den Spielern sind Gert Hansen, der zwischen 2011 und 2013 drei Titel mit EB/Streymur sowie zwischen 2015 und 2017 drei weitere Titel mit Víkingur Gøta gewann und Heðin Hansen, der 2014, 2016 und 2018 den Titel mit Víkingur Gøta sowie 2021, 2024 und 2025 mit HB Tórshavn siegreich war. Neben Fróði Benjaminsen (2007 mit B36 Tórshavn, 2009 und 2010 mit HB Tórshavn), Alex José dos Santos (2007 mit B36 Tórshavn, 2011 mit EB/Streymur), Levi Hanssen (2010 mit HB Tórshavn, 2011 mit EB/Streymur) und Jónhard Frederiksberg (2008 mit NSÍ Runavík, 2012 mit EB/Streymur) gehören sie zu den Spielern, die für zwei verschiedene Vereine siegreich waren.
- Sámal Erik Hentze (2009 mit HB Tórshavn, 2016 und 2017 mit Víkingur Gøta) gewann die meisten Titel als Trainer sowie als Einziger für zwei verschiedene Vereine. Daneben waren Heðin Askham (2011 und 2012 mit EB/Streymur), Sigfríður Clementsen (2014 und 2015 mit Víkingur Gøta), Mikkjal Thomassen (2020 und 2022 mit KÍ Klaksvík) und Adolfo Sormani (2024 und 2025 mit HB Tórshavn) mehrfach erfolgreich.
- Mikkjal Thomassen gewann den Pokal als Einziger als Spieler (2007 mit B36 Tórshavn) und Trainer (2020 und 2022 mit KÍ Klaksvík).